# Prästgrundet, Salo
För andra betydelser, se Prästgrundet.
Prästgrundet är en ö i Finland.   Den ligger i kommunen Salo i den ekonomiska regionen  Salo och landskapet Egentliga Finland, i den södra delen av landet, 110 km väster om huvudstaden Helsingfors.
```
Prästgrundet ligger i Niksorströmmen mellan 
Niksor
 och 
Utö
. Ön hör till ett naturskyddsområde.
```